# Gymnomenia minuta
Gymnomenia minuta är en blötdjursart som beskrevs av Amelie Hains Scheltema 1997. Gymnomenia minuta ingår i släktet Gymnomenia och familjen Gymnomeniidae. Inga underarter finns listade i Catalogue of Life.